# Electricity (Orchestral Manoeuvres in the Dark)
Electricity è il singolo di debutto del gruppo britannico di musica new wave e synth pop Orchestral Manoeuvres in the Dark. Il brano, pubblicato per la prima volta dalla Factory Records di Tony Wilson nel 1979, è stato poi incluso nel loro album eponimo pubblicato l'anno seguente.
Ispirata dalla celebre Radioactivity dei Kraftwerk, la canzone affronta il tema dell'impiego dissennato delle fonti di energia. 
Il frontman Andy McCluskey canta insieme al tastierista Paul Humphreys, ambedue autori del brano. 
Come nel singolo Messages, tratto dallo stesso album, la band abbraccia il concetto di far cantare il ritornello alle macchine. Fu per merito di Electricity che la band ottenne un contratto con l'etichetta discografica Dindisc.
Il singolo riuscì a classificarsi nella hit parade inglese soltanto alla terza uscita, raggiungendo la 99ª posizione. Ciononostante, la rivista NME nominò Electricity tra i migliori singoli dell'anno, inserendola nella lista di fine anno del 1979. 
Il brano è contenuto in tutte le raccolte degli OMD.
Nel 2012, Electricity ha raggiunto la posizione 126 nelle classifiche francesi.
Vince Clarke degli Erasure (in passato compositore principale di Depeche Mode, Yazoo e The Assembly) ha citato la canzone come primaria ispirazione per intraprendere la carriera di musicista elettronico. Nel 2019 in occasione del quarantesimo anniversario dell'uscita del singolo, il gruppo pubblica un 45 giri a tiratura limitata con un remix del lato B Almost eseguito dallo stesso Vince Clarke.
Nel 2023 la canzone viene utilizzata dalla Renault per la sua gamma di veicoli elettrici

## Versioni
Esistono varie versioni del brano in base al produttore e al momento di pubblicazione.
- Prima versione registrata a Cargo Studio e prodotto da Martin Hannett per la Factory Records
- Seconda versione registrata presso Henry's Studio, Liverpool e prodotto da Chester Valentino (pseudonimo del manager della band Paul Collister).
- Terza versione remix basata sulla versione di Hannett. È la versione 'definitiva' in quanto appare sia sull'album di debutto, sia su tutte le raccolte di singoli del gruppo.
- Quarta versione prodotto da Mike Howlett, registrata insieme ad altri brani inediti per il secondo album Organisation. Questa versione è apparsa su una raccolta di artisti Dindisc del 1980[8] e successivamente inclusa nella ri-edizione dell'album del 2003.
- Remix dei The Micronauts pubblicato nel 1998 sull'EP "The OMD Remixes" e sul "bonus disc" dell'edizione francese della raccolta CD "The OMD Singles".